# Apaisement (nouvelle)
Pour les articles homonymes, voir Apaisement.
Apaisement (titre original : The Peacemaker) est le titre d'une nouvelle de Gardner R. Dozois, parue pour la première fois en août 1983 dans le magazine Isaac Asimov's Science Fiction Magazine. Cette nouvelle est reprise dans le recueil original Geodesic Dreams: The Best Short Fiction of Gardner Dozois, regroupant quatorze histoires de l'auteur, publié en octobre 1992.
La nouvelle a été traduite et publiée en français en février 1991 dans l'anthologie Isaac Asimov présente : Futurs à gogos parue aux éditions Pocket.

## Prix littéraire
- La nouvelle a remporté le prix Nebula de la meilleure nouvelle courte 1983.